# 경계표지

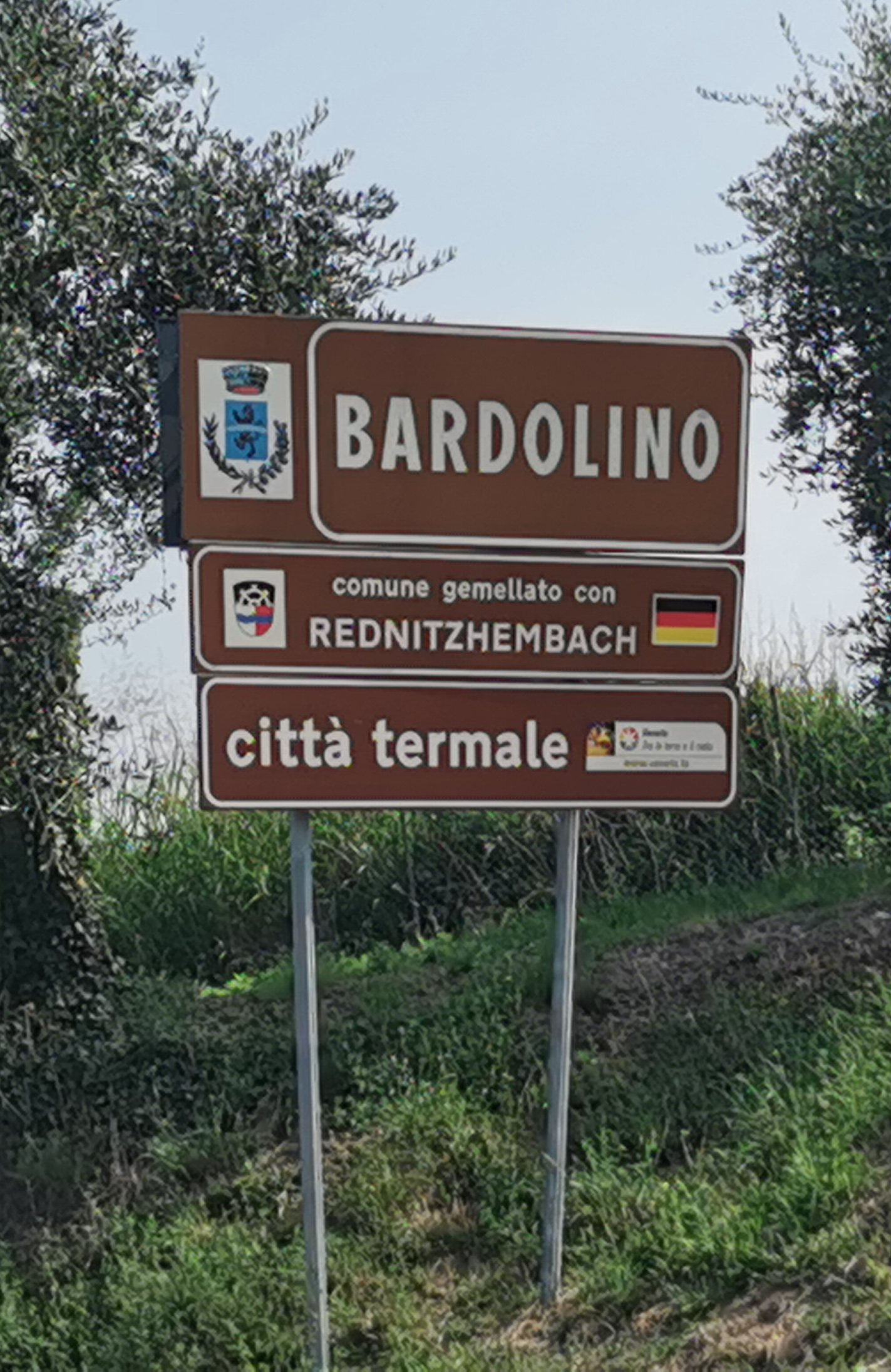

경계표지는 도로에서 행정구역의 경계나, 어떤 지역에 진입하거나 빠져나감을 알리는 교통표지이다. 도시, 마을 또는 마을의 경계에 있는 도로나 거리의 측면에 배치된 교통표지이다. 도시에 진입하는 운전자와 도시에서 나가는 운전자 모두가 읽을 수 있도록 다른 형식으로 배치될 수 있다. 이 표지에는 지역 공식 언어로 도시 이름이 표시되어 있으며 때로는 다른 언어로도 표시되어 있다. 일부 국가에서는 경계표지가 교통법의 필수적인 부분이기도 하다. 예를 들어 도시 영역 내에서 속도 제한을 (명시적 또는 묵시적으로) 정의하는 경우가 있다. 독일 및 오스트리아와 같은 일부 국가에서는 표지판이 도시나 마을의 정확한 경계에 배치되지 않고 오히려 정착지의 건축 지역(연속적인 건물/개발)이 시작되고 끝나는 위치에 배치된다.
영국에서 경계표지는 도시의 가치와 역사를 기념하는 눈에 띄고 장식적이며 종종 조각된 표지판을 의미할 수 있다. 일반적으로 도시의 중심에 있다.